# Egyptisch blauw

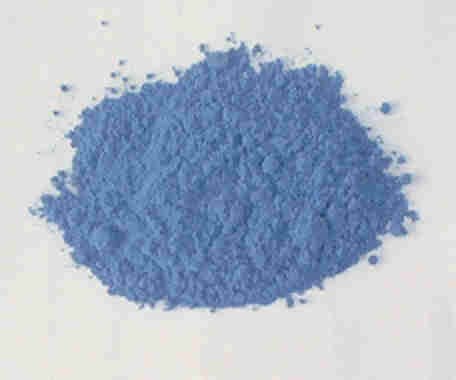
Egyptisch blauw

Egyptisch blauw is een blauw pigment, dat voor het eerst in het oude Egypte werd gemaakt en tot het einde van de Romeinse tijd een van de belangrijkste blauwe pigmenten was.

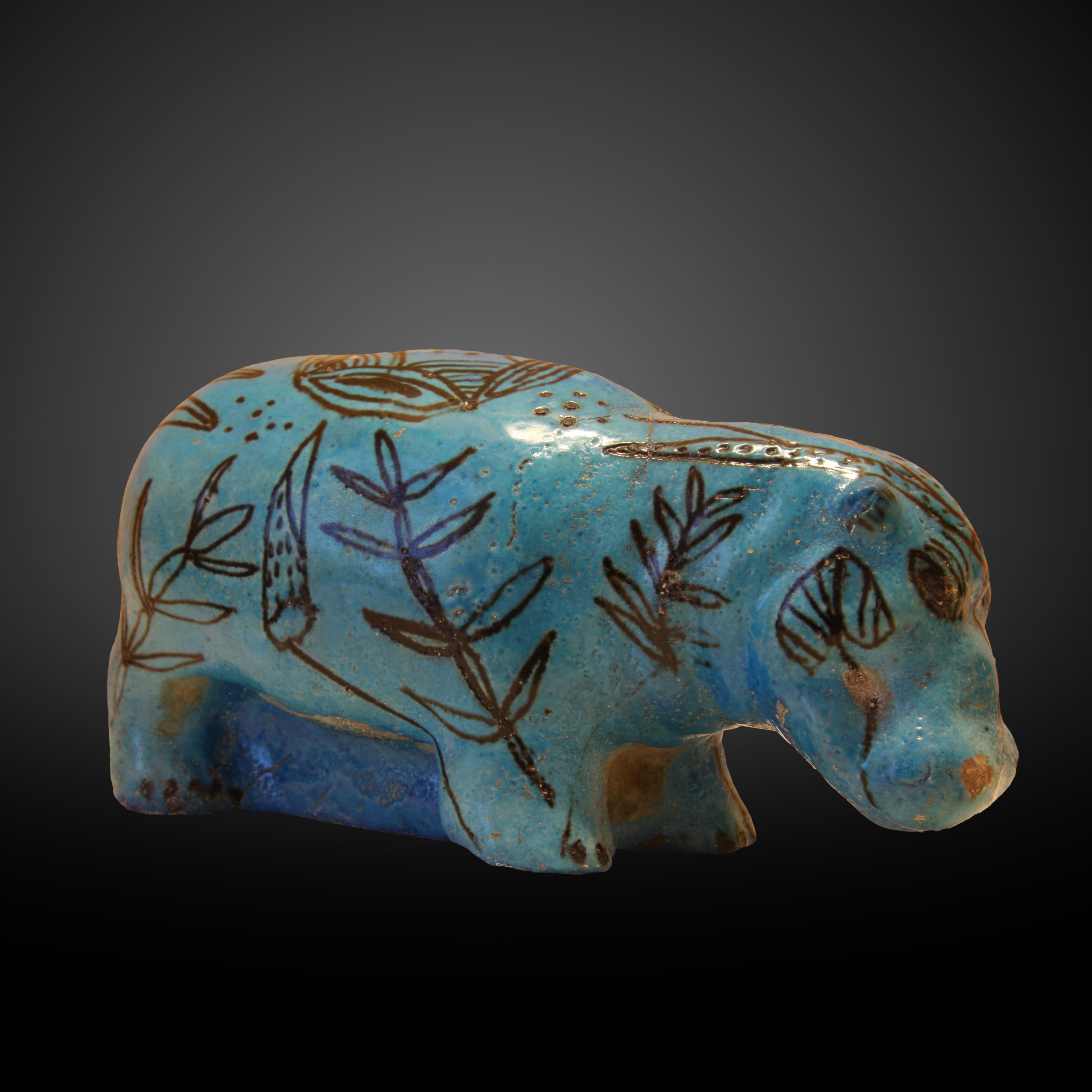
Een faience nijlpaard uit het Middenrijk

De chemische formule is CaCuSi4O10, calcium-koper-silicaat. Het natuurlijke mineraal cuprorivaïet heeft dezelfde samenstelling maar werd niet voor het pigment gebruikt. De Romeinse schrijver Vitruvius (de Architectura VII,11,1) beschrijft hoe het, door hem caeruleum genoemde, pigment gemaakt werd uit kopervijlsel, zand en natron. Het zand moest dan wel kalk bevatten. Het mengsel werd verhit in een oven, tot boven de 800 °C. Zo ontstonden glazige klompen die gemalen konden worden tot een pigment. Het poeder kon ook opnieuw verhit en vermalen worden wat de zuiverheid van het pigment verbeterde. In later tijden werd in plaats van een kopererts kennelijk ook wel vijlsel van brons gebruikt, aangezien een tincomponent is aangetroffen. Oude Egyptische bronnen over de fabricage zijn niet bekend. In het Egyptisch heette het pigment hsbd-iryt, "kunstmatige lapis lazuli (hsbd)". Het werd dus gezien als een goedkope imitatie van deze dure en gewilde halfedelsteen.
Egyptisch blauw wordt wel het eerste synthetische pigment genoemd. Sinds de 4e dynastie van Egypte werd het voor allerlei doeleinden gebruikt waaronder schilderingen, faience en keramiek. Ten tijde van het Romeinse Rijk werd het pigment ook buiten Egypte toegepast. Tegen de middeleeuwen raakte de productiemethode in vergetelheid. De laatste objecten die met Egyptisch blauw gekleurd zijn, dateren uit de vierde eeuw. Na die tijd was het meest gebruikte blauwe pigment azuriet. Humphry Davy herontdekte het procedé voor de fabricage van Egyptisch blauw in 1815.
De lichtechtheid van Egyptisch blauw is uitstekend. Het pigment is licht giftig. In de Colour Index heeft het de code PB 31. De verzadiging van het pigment is matig maar verbetert in een glazuur.